# Konnektogram
A konnektogram a konnektomika területén alkalmazott vizualizációs módszer. A konnektomika a konnektomok előállításával és tanulmányozásával foglalkozik – a konnektom egy élőlény neurális hálózatának, tehát az (agy, a szem vagy a teljes szervezet) idegsejtjei közötti szinapszisoknak a teljes térképe.
A konnektogram nevű kör alakú ábrák a diffúziós MRI-ből nyert adatokat vizualizálják, hogy megmutassák az egyes agyi struktúrákban, vizsgálati alanyokban vagy populációkban található szinaptikus kapcsolatokat.

## Struktúra

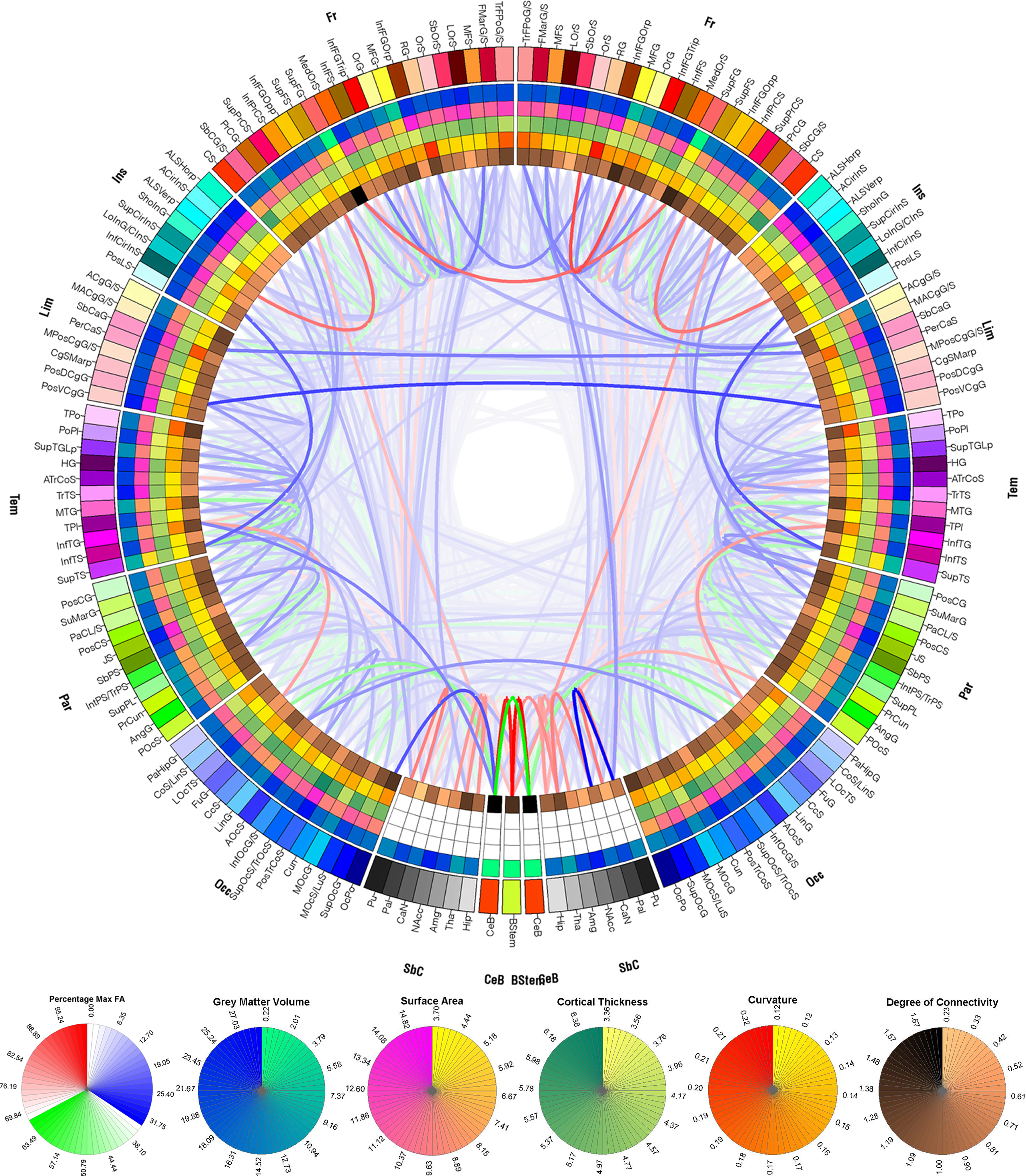
110 egészséges, 25-36 év közötti, jobbkezes férfi alany átlagos összeköttetéseit és kérgi mérőszámait mutató konnektogram.

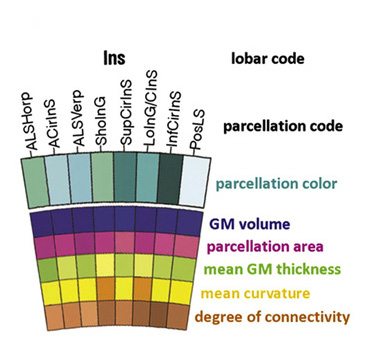
A konnektogram különböző körgyűrűiben lévő metaadatok értelmező kulcsa

## Háttér és leírás
Körbe rajzolt kapcsolati ábrákat más tudományterületeken is használtak már; a példák közé tartozik a járványtan, földrajzi hálózatok, zenei ütemek, madárpopulációk diverzitása, és genomadatok leírása.
Az agy konnektomikai grafikus ábrázolására szolgáló konnektogram (connectogram) kifejezést 2012-ben alkották meg.

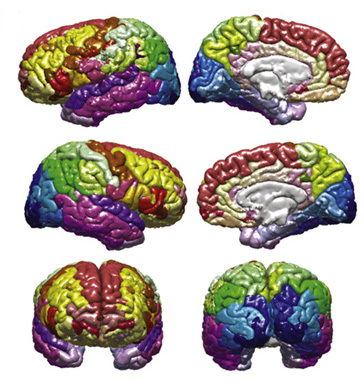
Agyak, a konnektom külső gyűrűje szerinti színezésben.

A konnektogramok kör alakúak, bal oldaluk a bal agyféltekének, jobb oldaluk a jobb agyféltekének felel meg. Az agyféltekék tovább vannak bontva a homloklebenyre, inzuláris kéregre, limbikus lebenyre, halántéklebenyre, fali lebenyre, nyakszirti lebenyre, kéreg alatti szerkezetekre és a kisagyra. Az ábra alján az agytörzs szerepel a két félteke között. A lebenyeken belül minden kérgi terület rövidítésével jelölnek és saját színkódot is kap, aminek segítségével össze lehet hasonlítani más ábrán szereplő azonos kérgi területekkel, amint az látható a jobb oldali kép különböző parcellázású agyfelületein. Így az olvasó megtalálhatja a geometriailag helyes felszíneken az egymásnak megfelelő kérgi területeket, és láthatja, pontosan mennyire különállóak az egymással összekötött régiók. A konnektogram kéregfelszíni gyűrűjén belüli koncentrikus körök a megfelelő kérgi régiók különböző attribútumait jelképezik. Kívülről befelé haladva a gyűrűk a szürkeállomány térfogatát, felszínét, a kéreg vastagságát, görbületét és összekötöttségének fokát (az itt kiinduló vagy végződő idegrostok relatív száma a teljes agyhoz viszonyítva). A gyűrűkön belül vonalak kötik össze a strukturálisan összekötött agyterületeket. Ezeknek az összeköttetéseknek a relatív sűrűsége (az idegrostok száma) a vonalak fedőképességében tükröződik, így könnyen összehasonlíthatók az egyes összeköttetések és strukturális fontosságuk. Az összeköttetések frakcionális anizotrópiáját színezésük jelöli.

## Felhasználása

### Agytérképezés
A közelmúltban az agyban lévő kapcsolatok feltérképezésére irányuló összehangolt erőfeszítések még fontosabbá tették, hogy a konnektomika területén keletkező óriási adatmennyiségeket valamiképp grafikusan be lehessen mutatni. A konnektom többi reprezentációja általában 3 dimenziós, ezért interaktív grafikus felhasználói felületet igényel. A konnektogramon az egyes agyféltekék 83 kérgi területe jeleníthető meg egymással való kapcsolódásaikkal együtt, egy lapos felszínen. Emiatt kényelmesen elhelyezhetők a betegnyilvántartásban vagy ki is nyomtathatók.

### Klinikai felhasználása

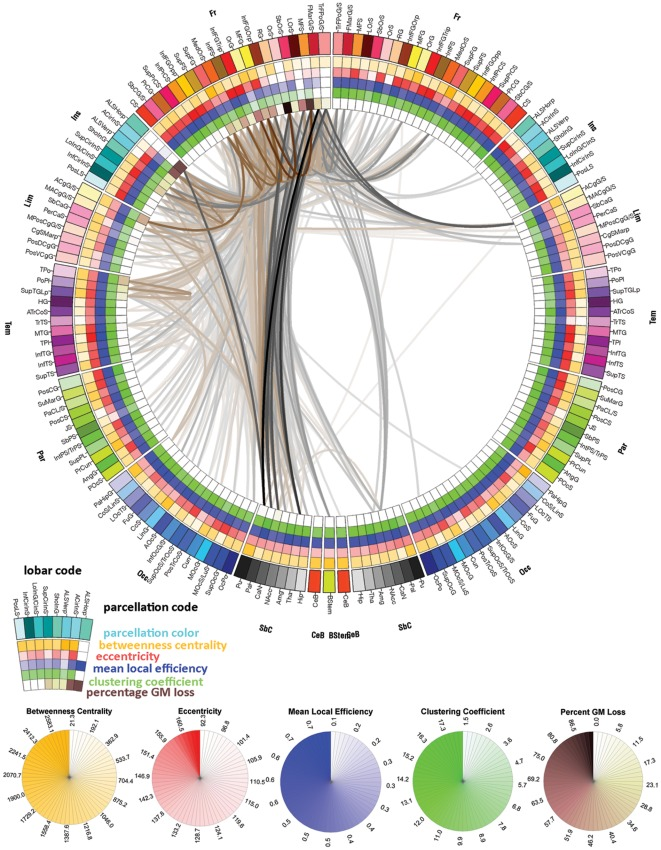
A klinikai gyakorlatban is alkalmazott, Phineas Gage híres esetét ábrázoló konnektogram. Gage 1848-ban túlélte, hogy egy nagy vasrúd keresztülhatolt a koponyáján és az agyán. A konnektogram kizárólag a valószínűsíthetően károsodott részeket mutatja.

A vizsgálati alany szintjén a konnektogram felhasználható a normálistól eltérő neuroanatómiájú betegek kezelésében. A konnektogramokat felhasználták a traumás agykárosodást szenvedett betegek neurológiai felépülésének monitorozásában. Elkészítették a Phineas Gage híres esetére vonatkozó konnektogramot is, hogy megbecsüljék a neurális hálózatát ért sérülés mértékét (külön az agykéreg sérülését is, ami a korábbi, Gage-dzsel foglalkozó tanulmányok fő célpontja volt).

### Empirikus kutatások
A konnektogramokkal kifejezhetők a különböző kérgi metrikák (a szürkeállomány térfogata, felszíne, a kéreg vastagsága, görbülete, összekötöttségének mértéke), továbbá a traktográfiai adatok, mint az összeköttetések átlagos sűrűsége és frakcionális anizotrópiája, bármilyen méretű populációk esetében. Ez lehetővé teszi a vizuális és statisztikai összehasonlítást különböző csoportok, pl. férfiak és nők, különböző korcsoportok, vagy egészséges kontrollcsoportok és a betegek között. Egyes változataival azt elemezték, hogy különböző betegpopulációkban mennyire particionáltak a hálózatok, másokkal az agyféltekéken belüli, illetve agyféltekék közötti kapcsolatok relatív egyensúlyát.

### Módosított változatok
Számos egyéb tulajdonságot is lehet a konnektogram koncentrikus köreiben ábrázolni. Az Irimia és Van Horn (2012) által publikált konnektogramok a régiók közötti korrelációs kapcsolatokat vizsgálják, a gráfelmélet és a konnektomika megközelítéseinek összehasonlítására.
Egyes konnektogramokat a kérgi metrikák nélkül publikálták. Mások további, neurális hálózatokkal kapcsolatos, gráfelmélet adatokat tartalmaztak további gyűrűkben, mint ebben a kiterjesztett konnektogramban is látható:

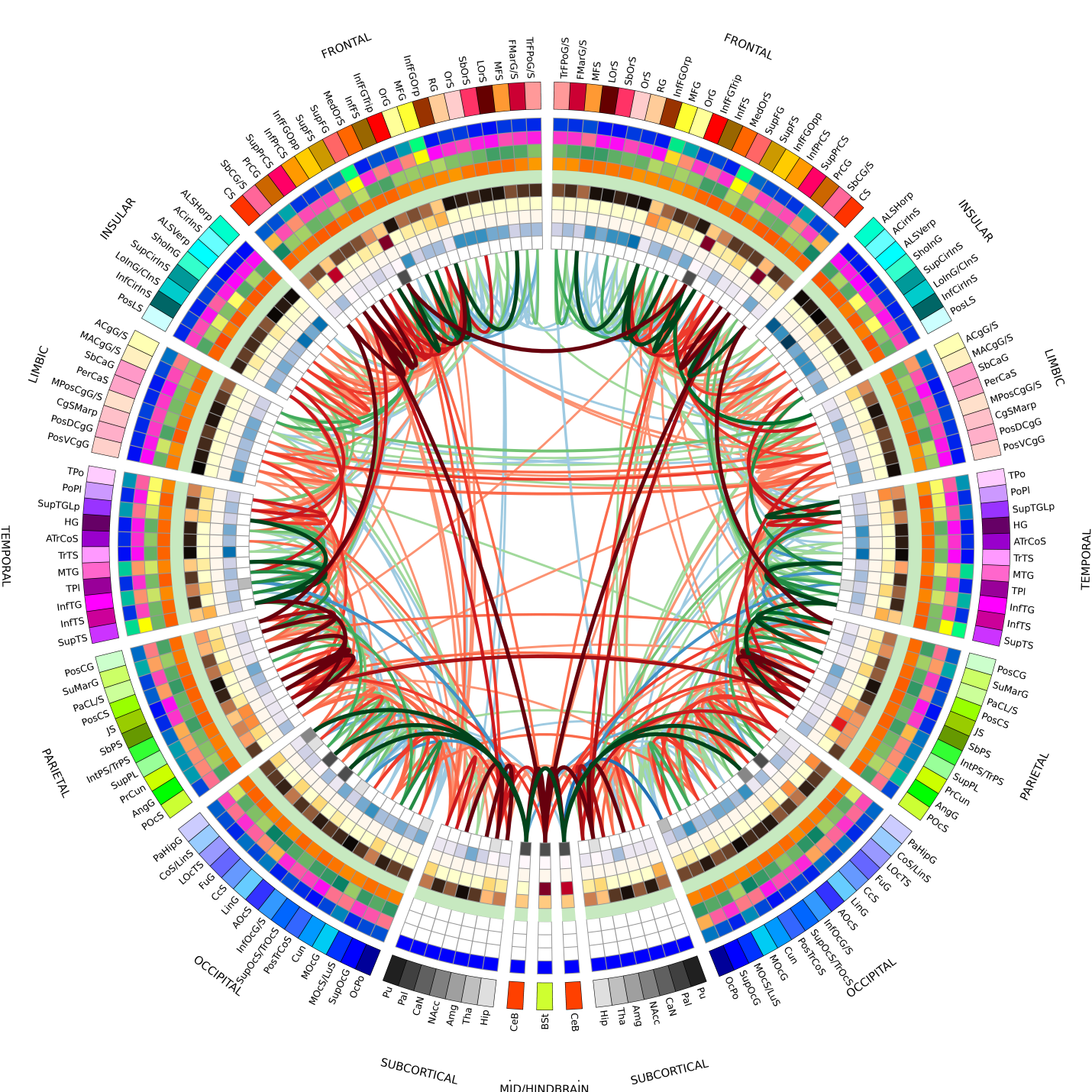
Egészséges kontrollalany konnektogramja, mely a standard konnektogramban nem szereplő, öt további csúcsponti adatot tartalmaz. Kívülről befelé a koncentrikus körök a következőket jelképezik: agykérgi terület, a szürkeállomány térfogata, felszíne, az agykéreg vastagsága, görbülete, a konnektivitás foka, a csúcspont „erőssége” (a súlyok összege), közöttiségközpontiság, ekcentrikusság, nodális hatékonyság és sajátvektor-centralitás. a konnektivitás foka és a csúcspont erőssége között egy üres gyűrű található.

## Agyi régiók és rövidítéseik
| Rövidítés    | A konnektogramban található régió                                                 |
| ------------ | --------------------------------------------------------------------------------- |
| ACgG/S       | Anterior part of the cingulate gyrus and sulcus                                   |
| ACirInS      | Anterior segment of the circular sulcus of the insula                             |
| ALSHorp      | Horizontal ramus of the anterior segment of the lateral sulcus (or fissure)       |
| ALSVerp      | Vertical ramus of the anterior segment of the lateral sulcus (or fissure)         |
| AngG         | Angular gyrus                                                                     |
| AOcS         | Anterior occipital sulcus and preoccipital notch (temporo-occipital incisure)     |
| ATrCoS       | Anterior transverse collateral sulcus                                             |
| CcS          | Calcarine sulcus                                                                  |
| CgSMarp      | Marginal branch (or part) of the cingulate sulcus                                 |
| CoS/LinS     | Medial occipito-temporal sulcus (collateral sulcus) and lingual sulcus            |
| CS           | Central sulcus (Rolando’s fissure)                                                |
| Cun          | Cuneus                                                                            |
| FMarG/S      | Fronto-marginal gyrus (of Wernicke) and sulcus                                    |
| FuG          | Lateral occipito-temporal gyrus (fusiform gyrus)                                  |
| HG           | Heschl’s gyrus (anterior transverse temporal gyrus)                               |
| InfCirInS    | Inferior segment of the circular sulcus of the insula                             |
| InfFGOpp     | Opercular part of the inferior frontal gyrus                                      |
| InfFGOrp     | Orbital part of the inferior frontal gyrus                                        |
| InfFGTrip    | Triangular part of the inferior frontal gyrus                                     |
| InfFS        | Inferior frontal sulcus                                                           |
| InfOcG/S     | Inferior occipital gyrus and sulcus                                               |
| InfPrCS      | Inferior part of the precentral sulcus                                            |
| IntPS/TrPS   | Intraparietal sulcus (interparietal sulcus) and transverse parietal sulci         |
| InfTG        | Inferior temporal gyrus                                                           |
| InfTS        | Inferior temporal sulcus                                                          |
| JS           | Sulcus intermedius primus (of Jensen)                                             |
| LinG         | Lingual gyrus, lingual part of the medial occipito-temporal gyrus                 |
| LOcTS        | Lateral occipito-temporal sulcus                                                  |
| LoInG/CInS   | Long insular gyrus and central insular sulcus                                     |
| LOrS         | Lateral orbital sulcus                                                            |
| MACgG/S      | Middle-anterior part of the cingulate gyrus and sulcus                            |
| MedOrS       | Medial orbital sulcus (olfactory sulcus)                                          |
| MFG          | Middle frontal gyrus                                                              |
| MFS          | Middle frontal sulcus                                                             |
| MOcG         | Middle occipital gyrus, lateral occipital gyrus                                   |
| MOcS/LuS     | Middle occipital sulcus and lunatus sulcus                                        |
| MPosCgG/S    | Middle-posterior part of the cingulate gyrus and sulcus                           |
| MTG          | Middle temporal gyrus                                                             |
| OcPo         | Occipital pole                                                                    |
| OrG          | Orbital gyri                                                                      |
| OrS          | Orbital sulci (H-shaped sulci)                                                    |
| PaCL/S       | Paracentral lobule and sulcus                                                     |
| PaHipG       | Parahippocampal gyrus, parahippocampal part of the medial occipito-temporal gyrus |
| PerCaS       | Pericallosal sulcus (S of corpus callosum)                                        |
| POcS         | Parieto-occipital sulcus (or fissure)                                             |
| PoPl         | Polar plane of the superior temporal gyrus                                        |
| PosCG        | Postcentral gyrus                                                                 |
| PosCS        | Postcentral sulcus                                                                |
| PosDCgG      | Posterior-dorsal part of the cingulate gyrus                                      |
| PosLS        | Posterior ramus (or segment) of the lateral sulcus (or fissure)                   |
| PosTrCoS     | Posterior transverse collateral sulcus                                            |
| PosVCgG      | Posterior-ventral part of the cingulate gyrus (isthmus of the cingulate gyrus)    |
| PrCG         | Precentral gyrus                                                                  |
| PrCun        | Precuneus                                                                         |
| RG           | Straight gyrus (gyrus rectus)                                                     |
| SbCaG        | Subcallosal area, subcallosal gyrus                                               |
| SbCG/S       | Subcentral gyrus (central operculum) and sulci                                    |
| SbOrS        | Suborbital sulcus (sulcus rostrales, supraorbital sulcus)                         |
| SbPS         | Subparietal sulcus                                                                |
| ShoInG       | Short insular gyri                                                                |
| SuMarG       | Supramarginal gyrus                                                               |
| SupCirInS    | Superior segment of the circular sulcus of the insula                             |
| SupFG        | Superior frontal gyrus                                                            |
| SupFS        | Superior frontal sulcus                                                           |
| SupOcG       | Superior occipital gyrus                                                          |
| SupPrCS      | Superior part of the precentral sulcus                                            |
| SupOcS/TrOcS | Superior occipital sulcus and transverse occipital sulcus                         |
| SupPL        | Superior parietal lobule                                                          |
| SupTGLp      | Lateral aspect of the superior temporal gyrus                                     |
| SupTS        | Superior temporal sulcus                                                          |
| TPl          | Temporal plane of the superior temporal gyrus                                     |
| TPo          | Temporal pole                                                                     |
| TrFPoG/S     | Transverse frontopolar gyri and sulci                                             |
| TrTS         | Transverse temporal sulcus                                                        |
| Amg          | Amigdala                                                                          |
| CaN          | farkosmag                                                                         |
| Hip          | Hippokampusz                                                                      |
| NAcc         | Nucleus accumbens                                                                 |
| Pal          | Pallidum                                                                          |
| Pu           | Putamen                                                                           |
| Tha          | Thalamus (talamusz)                                                               |
| CeB          | Cerebellum (kisagy)                                                               |
| BStem        | Brain stem (agytörzs)                                                             |

## Fordítás
- Ez a szócikk részben vagy egészben a Connectogram című angol Wikipédia-szócikk ezen változatának fordításán alapul.  Az eredeti cikk szerkesztőit annak laptörténete sorolja fel. Ez a jelzés csupán a megfogalmazás eredetét és a szerzői jogokat jelzi, nem szolgál a cikkben szereplő információk forrásmegjelöléseként.